# Truca
La truca (o truka o truke) è l'apparecchiatura cinematografica usata per la realizzazione di trucchi, titoli, effetti speciali, riduzione del formato della pellicola e altro. Si tratta di una sorta di stampante ottica con un elevatissimo livello di precisione.

## Alcuni utilizzi
- Trucchi
- Particolari effetti ottici
- Rallentamenti ed accelerazioni
- Correzione di errori di ripresa: ad esempio, quando, al fine di rendere illeggibile un marchio pubblicitario, si capovolge l'immagine.

## Esempi di applicazione
- Il fermo immagine nel prologo del film Andrej Rublëv (1966) di Andrej Tarkovskij fu creato con la truca.
- Nel film Maledetto il giorno che t'ho incontrato (1992) di Carlo Verdone, nei titoli di testa viene mostrato Jimi Hendrix che suona la chitarra con la mano destra, fatto impossibile dato che il chitarrista era mancino. Si tratta proprio di un effetto di truche.[1]

## La truca ormai in disuso
L'avvento della grafica informatizzata ha fatto sì che la truca sia stata completamente abbandonata. Si pensi all'uso che se ne faceva, ad esempio, con il chroma key, tecniche superate già dal finire degli anni 1990 con l'avvento del bullet time, reso celebre dal film Matrix.